# Busseola obliquifascia
Busseola obliquifascia är en fjärilsart som beskrevs av George Francis Hampson 1909. Busseola obliquifascia ingår i släktet Busseola och familjen nattflyn. Inga underarter finns listade i Catalogue of Life.